# Dave Hardman
Dave Hardman est un acteur de films pornographiques américain, né le 13 septembre 1960. Il est membre de l'AVN Hall of Fame depuis 2003.

## Récompenses
- 1997 : XRCO Award Unsung Swordsman
- 1998 : AVN Award Meilleur acteur dans un second rôle - Vidéo (Best Supporting Actor - Video) pour The Texas Dildo Masquerade

## Filmographie succincte
- The Texas Dildo Masquerade (1998)